# Cavalo (unidade)
Cavalo (em inglês: Horsepower (hp)) é uma unidade de medida de potência, ou a taxa na qual o trabalho é feito, geralmente em referência à produção de máquinas ou motores. Existem muitos padrões e tipos diferentes de cavalos. Duas definições comuns usadas hoje são a potência mecânica (ou potência imperial), que é cerca de 745,7 watts, e a potência métrica, que é de aproximadamente 735,5 watts.
O termo foi adoptado no final do século XVIII pelo engenheiro escocês James Watt para comparar a produção das máquinas a vapor com a potência dos cavalos de tração. Posteriormente, foi expandido para incluir a potência de saída de outros tipos de motores a pistão, bem como turbinas, motores eléctricos e outras máquinas. A definição da unidade variou entre as diversas regiões geográficas do globo. A maioria dos países agora usa a unidade de watt do SI para medir a potência. Com a implementação da Diretiva 80/181 / EEC da UE no dia 1 de janeiro de 2010, o uso de cavalos na UE é permitido apenas como uma unidade suplementar.

## Cavalo-vapor
O hp (horse-power em inglês) é uma unidade de origem inglesa. Fora dos países de língua inglesa, criou-se a unidade de medida cv (cavalo-vapor), porém não são iguais.
- 1 hp = 550 ft.lb/s = 1,0138697 cv = 745,6999 W
- 1 cv =  75 kgf.m/s = 0,98632 hp =  735,4987 W.[4]

Assim, é habitual referir à potência dos motores de automóveis, embarcações etc. em cavalos-vapor, mas sem aclarar que nos países onde o Sistema Internacional é o único legal, se utiliza o quilowatt (kW) como unidade de potência, ainda que se acompanhe de sua equivalência em cv ou hp (na Europa, exceto Reino Unido e Irlanda, normalmente cv).
No sistema Pés-Libras-Segundo ou FPS, a unidade básica de potência é pés-libras por segundo; entretanto, o horsepower (hp) é usado comumente na engenharia, sendoː
{\displaystyle 1hp=550ft\cdot lb/s}
Convertendo para o sistema MKS de unidades: 1 lb·ft (0,138248 kgf-m), ou seja:
{\displaystyle 1hp=76,0364Kgf\cdot m/s}

## Potência indicada
A potência indicada (ihp) é a potência teórica de um motor alternativo se for completamente sem atrito na conversão da energia do gás em expansão (pressão do pistão × deslocamento) nos cilindros. É calculado a partir das pressões desenvolvidas nos cilindros, medidas por um dispositivo denominado indicador do motor - daí a potência indicada. Conforme o pistão avança ao longo do seu curso, a pressão contra o pistão geralmente diminui, e o dispositivo indicador geralmente gera um gráfico de pressão vs curso dentro do cilindro de trabalho. A partir deste gráfico, a quantidade de trabalho realizada durante o curso do pistão pode ser calculada.